# Степанян, Алексан Карапетович
Алексан (Александр) Карапетович Степанян (род. 10 января 1968) — советский и украинский борец греко-римского стиля. Выступал в весовой категории до 58 кг. Мастер спорта Украины международного класса. Заслуженный тренер Украины.

## Биография
Родился 10 января 1967 года. 
Представлял симферопольское спортивное общество «Динамо». Тренировался под руководством Г. Шостака.
На юношеском уровне восемь раз становился чемпионом Армении и трижды чемпионом СССР. Бронзовый призёр Спартакиады народов СССР 1991 года. Пять раз брал золото чемпионата Украины.
Серебряный призёр чемпионата мира 1988 года в Греции, где уступил в решающем поединке кубинцу Педро Роке. Участник чемпионатов мира 1997 и 1998 годов. Победитель Кубка Вантаа 1997 года.
В феврале 2000 года на предолимпийском турнире завоевал путёвку на Олимпийские игры 2000 года в Афинах. На Олимпиаде занял итоговое 16 место, не сумев пройти в основную стадию, уступив в предварительном раунде Джамелю Айнауи (Франция) и Шэн Цзэтяню (Китай).
Участник чемпионата Европы 2000 года в Москве (14 место).
После окончания карьеры спортсмена стал тренером по греко-римской борьбе в спортивной школе № 9 в Алуште. Тренер юниорской сборной Крыма по греко-римской борьбе.